# 474 aC
L'any 474 aC va ser un any del calendari romà prejulià. Durant la República Romana es coneixia com l'Any del consolat de Fus i Vulsó, o de vegades, any 279 Ab urbe condita o de la fundació de Roma. La denominació 474 aC per a aquest any s'ha emprat des de l'edat mitjana, quan el calendari Anno Domini va ser el mètode més usat a Europa per a anomenar els anys.

## Esdeveniments

### Sicília
- Els etruscs ataquen Cumes i altres colònies gregues a Campània i els grecs van demanar ajut a Hieró que va aconseguir una gran victòria naval sobre els etruscs a l'anomenada batalla de Cumes, victòria que va trencar el poder naval etrusc. Per controlar la navegació entre Etrúria i la Campània, Hieró va situar una guarnició a l'illa d'Ischia.[2]

### República Romana
- Luci Furi Medul·lí Fus i Gneu Manli Vulsó són elegits cònsols a Roma. Els dos cònsols van marxar contra la ciutat de Veios i va signar una treva per quaranta anys. Per aquests fets van obtenir a la seva tornada els honors d'una ovació o triomf menor. L'any 473 aC van ser acusats pel tribú de la plebs Gneu Genuci, per no implementar la Llei Cassia agraria d'Espuri Cassi Viscel·lí durant l'any del seu consolat, però l'acusació no va prosperar per l'assassinat de Genuci.[3]
- A la primavera, Publi Valeri Publícola, que havia estat cònsol el 475 aC va celebrar un triomf a Roma per haver vençut els sabins.[4]

### Imperi Persa
- El rei Xerxes I emet un decret on dona als jueus la facultat d'unir-se per defensar les seves vides contra els seus oponents en les 127 províncies de l'Imperi Persa que s'estén des de lÍndia a Etiòpia.[5]